# Navajos (montaña)
Para la etnia, véase navajo.
Navajos es una montaña situada en la divisoria entre los valles del Besaya y el Saja, entre los municipios cántabros de Arenas de Iguña y Molledo (España). En la parte más destacada del cerro hay un vértice geodésico que marca una altitud de 1064 m s. n. m. en la base del pilar. Se puede subir desde San Vicente de Leon (Cantabria) (Arenas de Iguña) o desde Pujayo, a través de una pista.